# Pere Canisi
Pere Canisi, nascut Pieter Kanijs (Nimega, Països Baixos, 8 de maig de 1521 - Friburg, Suïssa, 21 de desembre de 1597) va ser un sacerdot jesuïta neerlandès, el primer de la regió, i reconegut teòleg; va ser proclamat sant per l'Església catòlica i Doctor de l'Església el 1925.

## Biografia
Pieter Kanijs (o Kanis, o Kanisius) era fill del batlle municipal de Nimega, llavors al ducat de Gelderland, part del Sacre Imperi Romanogermànic llavors governat per Carles I d'Espanya. Mentre estudiava a la Universitat de Colònia, va conèixer Peter Faber, un dels fundadors de la feia poc fundada Companyia de Jesús. El 8 de maig de 1543, en fer els 22 anys, Kanijs va ingressar-hi, esdevenint-ne el vuitè membre i el primer d'un país germànic. Va ésser el primer provincial de l'orde a Alemanya i va tenir un paper rellevant en la Contrareforma a la regió.
El 1547 va ser cridat pel bisbe d'Ausburg, el cardenal Otto Truchsess von Waldburg, per participar en el Concili de Trent; és llavors quan Kanijs comença a fer servir la forma llatinitzada del seu cognom, que acabaria essent-ne la més coneguda: Canisius.

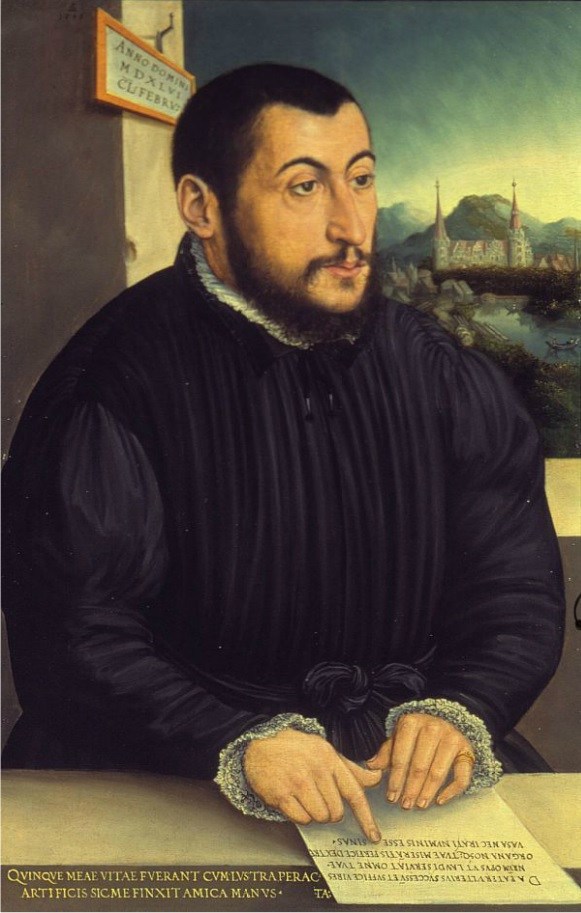
Quadre de 1546, signat per "A.E."

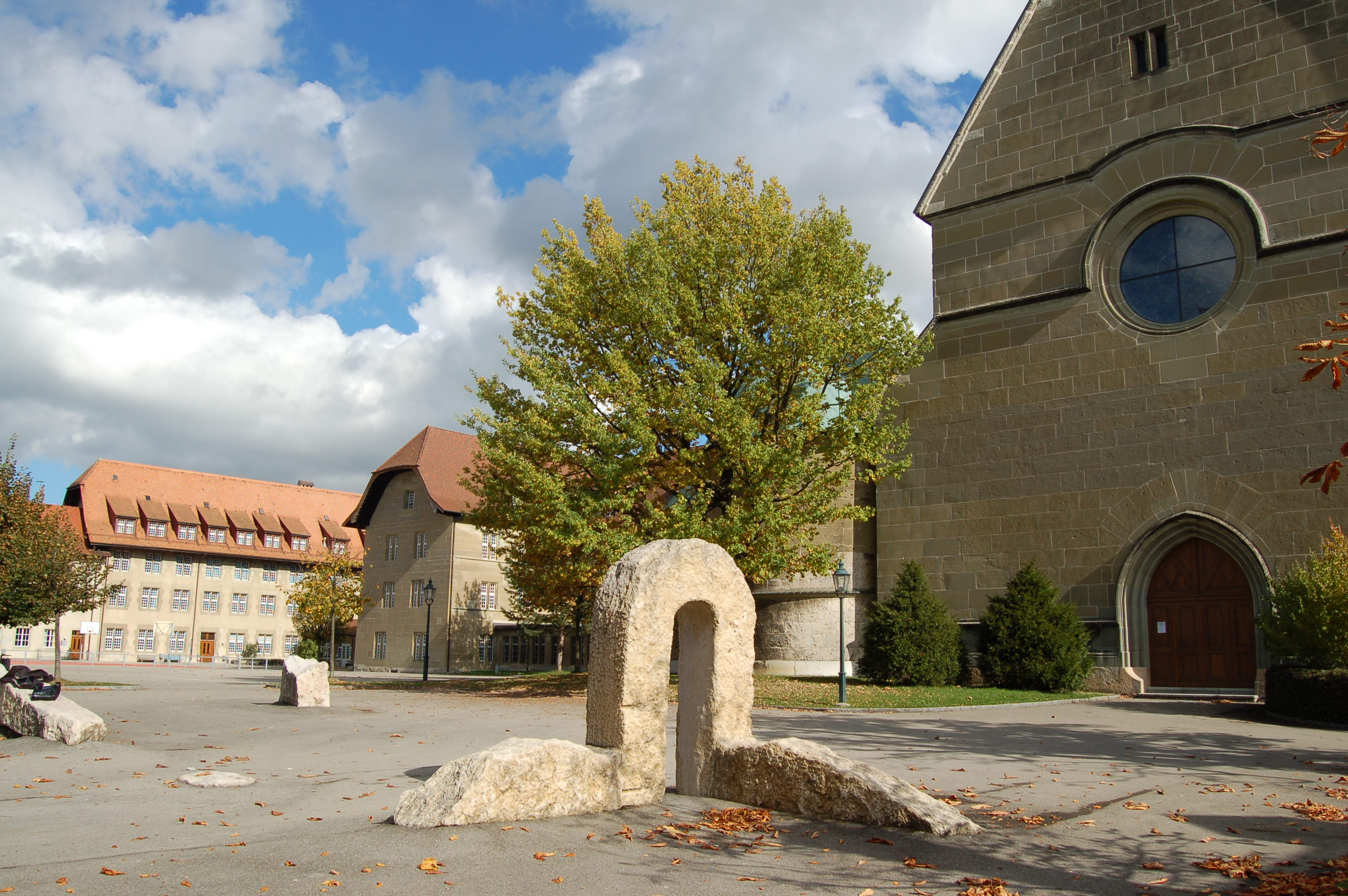
Col·legi de S. Michael a Fribourg.

Va ser rector i professor de teologia a la Universitat d'Ingolstadt i, del 1554 al 1555, administrador de l'arquidiòcesi de Viena (no va voler-ne acceptar el bisbat); s'hi van fer famoses les seves predicacions, molt concorregudes, a la Catedral de Sant Esteve. Va ésser el principal representant de la Contrareforma al sud d'Alemanya, Àustria, Bohèmia i Suïssa, amb la confiança de l'emperador Ferran I del Sacre Imperi Romanogermànic i del papa Gregori XIII, i va aconseguir detenir-hi l'avanç del protestantisme i que el catolicisme s'hi mantingués com a religió predominant. Va influir decisivament sobre Ferran I, que volia afavorir els seus súbdits protestants per obtenir el seu suport militar, fent-li veure el perill que correria la seva ànima. Igualment, va ser determinant quan l'hereu a la corona, Maximilià, va declarar-se protestant: Canisi va convèncer Ferran perquè amenacés Maximilià de ser desheretat si renunciava al catolicisme.
Habituat a la predicació, excel·lia en l'argumentació de les noves doctrines i ensenyaments; va escriure un nou catecisme, la Summa doctrinae christianae que, publicat en 1555 com una rèplica a l'obra de Martí Luter, va ser reimprès, només en vida de l'autor (quaranta anys), 200 cops.
Va fundar a Suïssa, a Friburg, el col·legi jesuïta de Sankt Michael, el 1580; el col·legi va ser traslladat a Feldkirch i, finalment, a St. Blasien, que va ser la principal institució de formació per als preveres catòlics de la zona.

## Obres
Pere Canisi va dedicar els seus esforços a la consolidació de la fe catòlica enfront del naixent protestantisme. La seva contribució més important van ésser els tres catecismes que va publicar en llatí i en alemany, que van fer-se populars, fent-se servir durant segles. En la seva obra, feia servir més flexibilitat que la cúria romana i considerava contraproduents els atacs sense matisos contra Calví o Philip Melanchton. Deia: "Si els tractes bé, els alemanys et donaran tot ... Molts s'equivoquen en matèria de fe, però sense arrogància; s'equivoquen a la manera alemanya, de bona fe, una mica ingènuament, però molt oberts al fet luterà. Una explicació honrada de la fe pot ser més efectiva que els atacs i les polèmiques contra els reformistes ... Amb paraules com aquestes [els atacs], no es guareixen els pacients, sinó que esdevenen inguaribles."
- Col·legi de S. Michael a Fribourg.Summa doctrinae christianae 1555
- Catechismus minimus 1556

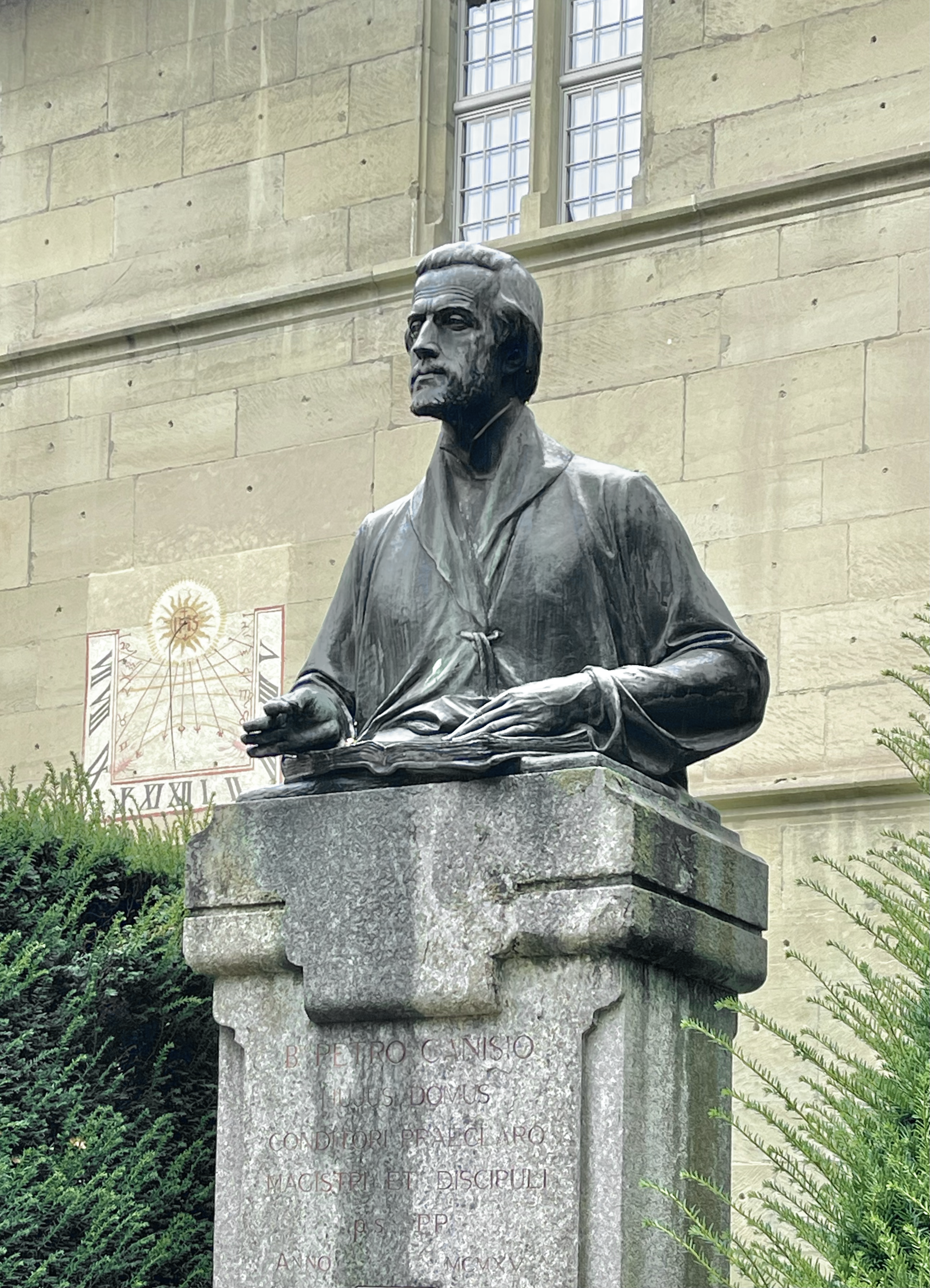
Col·legi de S. Michael a Fribourg.

- Parvus catechismus catholicorum 1558.

Va destacar la seva devoció per la Mare de Déu, que va difondre arreu on predicava.

## Veneració
En morir, va ser sebollit a l'església del col·legi de Friburg de Sankt Michael.
Canisi va ser beatificat el 1869 per Pius IX i canonitzat el 1925 per Pius XI, que el proclamà Doctor de l'Església. Lleó XIII l'havia denominat segon apòstol d'Alemanya per la seva tasca de reforma i evangelització.
La seva festivitat litúrgica és el 21 de desembre; fins al 1969 havia estat el 27 d'abril, data que es manté en molts llocs d'Alemanya.